# Tephrella
Tephrella är ett släkte av tvåvingar. Tephrella ingår i familjen borrflugor.
Kladogram enligt Catalogue of Life:
| Tephrella | \| \| Tephrella decipiens \| \| \| \| \| \| Tephrella variegata \| \| \| \| |
|           | \| \| Tephrella decipiens \| \| \| \| \| \| Tephrella variegata \| \| \| \| |
|           | Tephrella decipiens                                                         |
|           |                                                                             |
|           | Tephrella variegata                                                         |
|           |                                                                             |